# أوه يونغ سو
أوه يونغ سو هو ممثل كوري جنوبي ولد في 19 أكتوبر 1944.

## روابط خارجية
أوه يونغ سو على موقع IMDb (الإنجليزية)
- أوه يونغ سو على موقع ميتاكريتيك (الإنجليزية)
- أوه يونغ سو على موقع روتن توميتوز (الإنجليزية)
- أوه يونغ سو على موقع ألو سيني (الفرنسية)
- أوه يونغ سو على موقع أول موفي (الإنجليزية)
- أوه يونغ سو على موقع قاعدة بيانات الفيلم (الإنجليزية)
- أوه يونغ سو على موقع ليتربوكسد (الإنجليزية)
- أوه يونغ سو على موقع كينوبويسك (الروسية)